# The Baltic Times
The Baltic Times — щомісячна незалежна газета, яка висвітлює політичні, економічні, культурні події в країнах Балтії (Естонії, Латвії, Литві).
Газету було створено в 1996 році в результаті злиття газет Baltic Independent і Baltic Observer. Має три офіси: в Таллінні та Вільнюсі, і головний офіс в Ризі.
Починаючи з 1996 по 2012 газета виходила раз на тиждень. З вересня 2013 виходить двічі на місяць.